# Can Riera (Sant Antoni de Vilamajor)
Can Riera és una casa de Sant Antoni de Vilamajor (Vallès Oriental) inclosa a l'Inventari del Patrimoni Arquitectònic de Catalunya.

## Descripció
És de tipus basilical, amb el cos central més elevat. Aquest cos central té la coberta a dos vessants, mentre que els laterals la tenen a un sol vessant. Al primer pis hi ha una finestra amb una petita motllura goticitzant. A la clau de la porta, que té onze dovelles, hi ha un escut. Sobre la porta hi ha un petit balcó. A la façana també hi ha un rellotge de sol. Al mateix davant de la casa hi ha un pou de buc circular, de més de dos metres d'alt, de maçoneria sense arrebossar, i amb coberta de teula àrab, amb la finestreta a mitjana alçada.

## Història
La notícia més antiga que es té de Can Riera és de 1226. L'edifici actual ha estat, possiblement, aixecat en diverses etapes, com ho fan suposar la convivència a la façana d'una finestra amb una motllura de regust gòtic i el balcó.